# Derya Artemel
Derya Artemel (* 21. Oktober 1980 in Izmir) ist eine türkische Schauspielerin.

## Leben und Karriere
Artemel wurde am 21. Oktober 1980 in Izmir geboren. Sie studierte an der Universität des 9. September. Ihr Debüt gab sie 2003 in der Fernsehserie Zerda. Von 2004 bis 2006 war sie in der Serie Aliye zu sehen. Anschließend trat 2005 in Seher Vakti auf. Zwischen 2015 und 2017 wurde sie für die Serie Kırgın Çiçekler gecastet. 2016 bekam sie eine Rolle in der Serie Aşk ve Mavi. Unter anderem bekam Artemel 2022 in Kara Tahta eine Nebenrolle.

## Filmografie
Filme
- 2005: Organize İşler

Serien
- 2003–2004: Zerda
- 2004–2006: Aliye
- 2005: Seher Vakti
- 2008: Yol Arkadaşım
- 2010–2011: Bitmeyen Şarkı
- 2015–2017: Kırgın Çiçekler
- 2017–2018: Aşk ve Mavi
- 2020: Çocukluk
- 2022: Kara Tahta